# Nefarious (película)
Nefarious (titulada Nefarious: cuando habla el diablo en España y Nefarious: la palabra del diablo en Hispanoamérica) es una película independiente estadounidense de 2023, de los géneros de suspenso y terror psicológico, y con temática cristiana. Se basa en la novela A Nefarious Plot (2016), de Steve Deace, está escrita y dirigida por Chuck Konzelman y Cary Solomon, y protagonizada por Sean Patrick Flanery y Jordan Belfi. La película cuenta la experiencia de un psiquiatra (Belfi) que debe determinar si un preso condenado a muerte (Flanery) está fingiendo una posesión demoníaca para ser declarado mentalmente incapacitado y librarse así de su ejecución.
La película fue estrenada en Estados Unidos el 14 de abril de 2023, y recibió críticas mayoritariamente negativas por parte de los críticos profesionales. Sin embargo, tiene un índice de aprobación del 96% por parte de los espectadores y una puntuación del 33% en Rotten Tomatoes.

## Argumento
El psiquiatra James Martin llega a una penitenciaría estatal en Oklahoma para examinar a un notorio asesino en serie, Edward Wayne Brady, que ha sido condenado a muerte. Martin viene a sustituir al doctor Alan Fisher, que se suicidó después de interrogar a Edward. El alcaide de la prisión, Tom Moss, advierte a Martin que Edward es un hábil manipulador capaz de «introducirse en su mente». Edward será ejecutado en la silla eléctrica esa misma noche a las 11 PM, a menos que Martin determine que sufre un trastorno mental y por tanto no es responsable de sus crímenes. Moss espera que Martin discrepe de la opinión del doctor Fisher, que estaba dispuesto a declarar a Edward demente.
En su primer encuentro, Edward demuestra conocer inexplicablemente varios detalles de la vida personal y profesional de Martin, e insiste en que es un demonio que está habitando el cuerpo de Edward y su nombre es Nefariamus, aunque responde a «Nefarious», un nombre que le fue otorgado por el mismo Satanás, al que se refiere como su «maestro». También afirma que, al contrario de lo que Martin piensa, no está tratando de escapar a la ejecución, ya que quiere que Edward muera. Nefarious predice además que, antes de que acabe el día, el propio Martin habrá cometido tres asesinatos.
Martin, que es ateo, considera que esto es imposible, pero pregunta a Nefarious como llegó a poseer a Edward. Nefarious explica que pudo hacerlo fácilmente gracias a que Edward nunca fue bautizado, y continuó a través de eventos aparentemente inocuos, como pequeños robos que cometió en su infancia o que su abuela le regalara un tablero de güija. Martin trae al capellán de la prisión para que examine a Edward, lo que asusta a Nefarious hasta que se da cuenta de que el capellán no cree en los demonios y, por tanto, no tiene ningún efecto sobre él. Martin pide después hablar con Edward, haciendo que Nefarious retroceda y revele a un Edward tímido y asustadizo, que afirma que está dominado por Nefarious y que éste asesinó a varias personas utilizando su cuerpo como recipiente.
Nefarious toma de nuevo el control y acusa a Martin de haber aplicado la eutanasia a su madre aprovechando que sufría una enfermedad terminal, para acceder a su herencia. Esto hace que el doctor se ponga a la defensiva, diciendo que la decisión se tomó después de un examen médico meticuloso, y a continuación se enfurece y amenaza con terminar la entrevista, pero después cambia de idea. Sospechando que Edward sufre un trastorno de identidad disociativo y que Nefarious no es más que una personalidad alterna, Martin trata de hablar con Edward, pero lo logra sólo de forma limitada, cuando Nefarious permite periódicamente que Edward se manifieste. Mientras, Martin discute el papel de los demonios en el mundo actual a través de sus conversaciones con Nefarious. Martin cree que Edward tiene un sistema de creencias irracional y decide declararle no apto para ser ejecutado. Sin embargo, cuando se dispone a marcharse, Nefarious empieza a hablar de la complicada relación de Martin con su novia, y afirma que en ese momento ella se encuentra en una clínica abortiva para librarse de lo que considera la razón por la que Martin podría abandonarla. Nefarious compara la práctica del aborto con los antiguos sacrificios paganos de niños a Moloch, y exclama alegremente que cada vez que un niño es abortado, «todo el infierno se regocija». Martin se apresura a contactar con su novia, y cuando lo logra descubre que el aborto ya se ha producido.
Al regresar para continuar evaluando a Edward, Martin duda de su diagnóstico cuando Edward empieza a hablar en latín. Nefarious explica al médico que quiere que figure como autor de un libro escrito por él, titulado El Evangelio Oscuro, un equivalente satánico a la Biblia destinado a comenzar una nueva religión al servicio de los demonios. A cambio le ofrece todo lo que desee, al igual que su amo se lo ofreció a Jesús, que lo rechazó. Martin es llamado por el alcaide Moss, que le revela que al registrar la celda de Edward han hallado un álbum de recortes sobre él y también el manuscrito de El Evangelio Oscuro, acreditado a nombre de Martin. En busca de una explicación, Martin se enfrenta a Nefarious, que dice conocerle y haber estado junto a él desde que era un niño. Después hace que Edward se disloque una de sus muñecas para liberarse de las esposas y utiliza la cadena para estrangular a Martin, amenazando con matarle a menos que suplique por su vida. Martin cede, diciendo que no quiere morir, y Nefarious le suelta. Mientras los guardias de la prisión reducen a Edward, Martin firma un documento en el que declara oficialmente a Edward cuerdo y apto para la ejecución. Al hacerlo, Nefarious declara que Martin ya ha cometido los tres asesinatos que predijo: su madre, su hijo no nacido y el propio Edward.
Mientras es preparado para la ejecución, Edward, aterrorizado, comienza a suplicar por su vida y continúa afirmando que él no cometió los asesinatos. En sus últimos momentos, mientras está sentado en la silla eléctrica, Edward vuelve a ser poseído por Nefarious, que pregunta a Martin si acepta la oferta que le hizo anteriormente a cambio de publicar El Evangelio Oscuro, a lo que Martin niega con la cabeza. Nefarious abandona el cuerpo de Edward, dejando que sufra una prolongada y dolorosa muerte en la silla. El ahora incorpóreo Nefarious le dice a Martin que debería haber aceptado la oferta y a continuación le posee, haciendo que le arrebate el arma a un policía, apunte con ella a todos los presentes y después trate de suicidarse. Martin ruega espontáneamente a Dios que le ayude, y al apretar el gatillo, la pistola no se dispara.
Un año más tarde, Martin, ahora visiblemente cambiado, se encuentra en un estudio de televisión para promocionar el libro de Nefarious, que ha reescrito como una advertencia contra la presencia demoníaca en el mundo. Durante la entrevista, Martin reconoce que experimentó un milagro, ya que el arma que utilizó mientras estaba poseído no se disparó, pero fue probada más tarde y se demostró que funcionaba perfectamente. A la salida del estudio, Martin se encuentra con una mujer sin hogar que se dirige a él amenazadoramente y le llama por su nombre, revelando que está poseída por Nefarious.

## Reparto
- Sean Patrick Flanery – Edward Wayne Brady / Nefariamus «Nefarious»
- Jordan Belfi – Dr. James Martin
- Tom Ohmer – Alcaide Tom Moss
- Glenn Beck – Él mismo
- Daniel Martin Berkey – Padre Louis
- Mark De Alessandro – Dr. Alan Fischer
- Cameron Arnett – Styles
- James Healy Jr. – Guardia de la puerta
- Sarah Hernandez – Cabo Mendez
- Jarret LeMaster – Oficial Wilson
- Grifon Aldren – Sergento Wilborn
- Eric Hanson – Subdirector Anderson
- Stelio Savante – Detective Russo
- Robert Peters – Dr. Stewart
- Tina Toner – Renee Davenport
- Maura Corsini – Melanie Carter

## Producción
El rodaje se llevó a cabo en Oklahoma City a finales de 2021. Durante la producción, el rodaje quedó interrumpido temporalmente a causa de una huelga del sindicato del personal de filmación.
Según el codirector de la película, Cary Solomon, la producción de la película fue problemática. Solomon, que es católico, dijo que muchos de los problemas de la producción se debieron a manifestaciones demoníacas, e incluyeron ocho accidentes automovilísticos, fallos en el equipo, fallos eléctricos, alarmas de incendio frecuentes y cámaras defectuosas. Un sacerdote católico estuvo presente en el set mientras se rodaba la película y realizó un exorcismo durante la producción.

## Estreno

### Taquilla
Nefarious fue estrenada en Estados Unidos el 14 de abril de 2023. Recaudó 1,3 millones de dólares en 933 salas de cine en su fin de semana de estreno, terminando en el décimo puesto de la taquilla. La película completó su recorrido en las salas de cine con una recaudación de 5,4 millones de dólares en las 933 salas donde fue proyectada, antes de alcanzar un éxito notable en las plataformas de streaming y digitales, y también en su distribución en DVD y Blu-ray.

### Recepción
Nefarious recibió reseñas variadas por parte de la crítica y el público. En el sitio web agregador de reseñas especializado Rotten Tomatoes, la película tiene una aprobación del 33%, basada en 21 reseñas, con una calificación de 4.5/10, mientras que por parte de la audiencia tiene una aprobación del 96%, basada en más de 5.000 votos, con una calificación de 4.8/5. El consenso de los críticos del sitio web dice: «Nefarious está bien montada y cuenta con algunas actuaciones sólidas, pero es difícil pasar por alto el proselitismo de mano dura de la historia».
Las audiencias encuestadas por CinemaScore otorgaron a la película una puntuación de «B+» en una escala de A+ a F, mientras que los encuestados por PostTrak le dieron una puntuación positiva del 69%, y el 61% dijo que sin duda la recomendaría. En IMDb, los usuarios le dieron una calificación de 6.4/10 sobre la base de más de 20.000 votos, y en la página FilmAffinity tiene una calificación de 6.2/10, basada en 386 votos.
Bill Goodykoontz, de The Arizona Republic, dio a la película dos estrellas sobre cuatro, afirmando que la película carecía de sutileza y que las opiniones expresadas por el demonio son simplemente las de los guionistas. Roger Moore, de Movie Nation, le dio una estrella sobre cuatro, criticando el guion y sus puntos argumentales, y dijo que la película «falla como película de terror y como discurso ridículamente cargado sobre religión».
Por el contrario, Bill Newcott, de The Saturday Evening Post, dijo de la película: «Nefarious quizá no sea una gran obra cinematográfica, pero es una obra cinematográfica segura de sí misma, y a veces eso es lo que te lleva exactamente a donde quieres ir». Michael John Petty, de Collider, comparó favorablemente la película y el libro en el que se basa con la película Poseídos (1998), la saga The Conjuring y, en mayor medida, con Cartas del diablo a su sobrino de C. S. Lewis, y afirma que «Nefarious se eleva por encima de los clichés generales asociados con las producciones basadas en la fe y destaca como algo bastante más interesante que sus contemporáneos religiosos».
Adam R. Holz, en la publicación Plugged In, perteneciente a Enfoque a la Familia, afirmó que «Nefarious no es un thriller común y corriente», y la calificó además como «una película provocadora». En la misma línea, K.V. Turley, del National Catholic Register, dijo que «Nefarious es una película excelente. Las actuaciones son uniformemente buenas; la dirección es segura; la trama es perfecta. La historia, esencialmente de dos personajes, es una premisa interesante convertida en un drama lleno de suspenso, con un final que no debe subestimarse».

### Nominación
En 2023, la película fue nominada a los Golden Trailer Awards en la categoría de Mejor tráiler independiente, pero perdió frente a Ellas hablan.

## Futuro
Nefarious se expandirá a una franquicia multimedia, y ya se encuentran en desarrollo varias secuelas de la película.
En agosto de 2023, el autor de la novela original, Steve Deace, anunció en sus redes sociales que, tras el éxito de la película, se estaba desarrollando una secuela en forma de serie de televisión. Deace confirmó que está previsto que Sean Patrick Flanery y Jordan Belfi repitan sus papeles, y que las negociaciones con las cadenas distribuidoras se encuentran en desarrollo. En julio, Deace afirmó que la escena final de la película estaba pensada para dar lugar a una secuela, y en octubre del mismo año confirmó que hay dos secuelas en desarrollo, una en forma de serie de televisión y otra en forma de película. También dijo que la serie se estrenará en primer lugar y a continuación la película, que estará basada en el segundo libro, A Nefarious Carol.